# Vespericola armiger
Vespericola armiger är en snäckart som först beskrevs av César Marie Félix Ancey 1881.  Vespericola armiger ingår i släktet Vespericola och familjen Polygyridae. Inga underarter finns listade i Catalogue of Life.